# Werner Laux

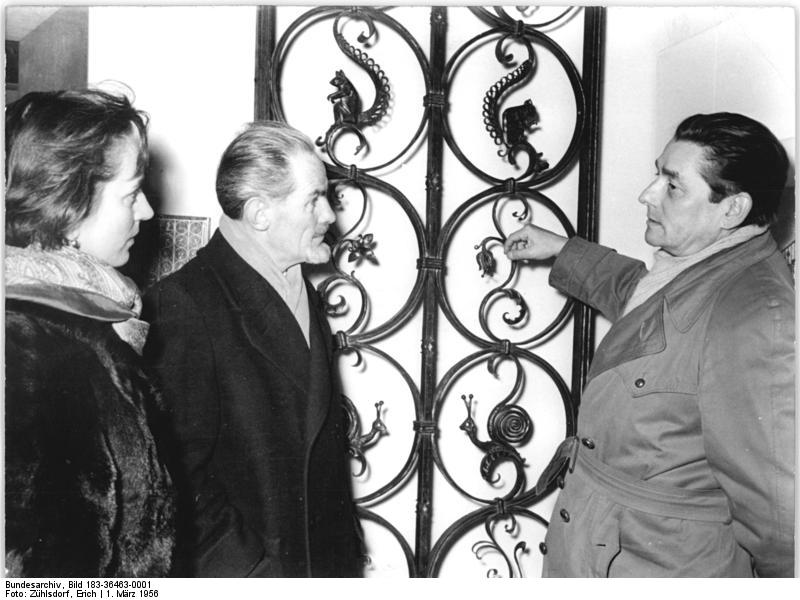
Nationalpreisträger Fritz Kühn (rechts) im Gespräch mit Werner Laux (Mitte), Hauptabteilungsleiter im Ministerium für Kultur (1956)

Werner Laux (* 15. April 1902 in Berlin; † 14. Mai 1975) war ein deutscher Maler und in der DDR Hochschullehrer und Kulturfunktionär. Er war unter anderem Rektor der Kunsthochschule Berlin-Weißensee.

## Leben
Laux, Sohn eines Postbeamten, besuchte die Volks- und Oberschule. Zwischen 1919 und 1922 absolvierte er eine Lehre und arbeitete anschließend als Maschinenschlosser und Betriebstechniker.
Von 1922 bis 1925 studierte er an der Beuth-Schule sowie an der Staatlichen Kunstschule Berlin und wurde zum Kunstpädagogen und Zeichenlehrer ausgebildet. 1925/26 absolvierte er eine Ausbildung bei Erich Wolfsfeld an der Vereinigten Staatsschule in Berlin. Zwischen 1926 und 1931 war Laux freischaffender Künstler. 1929 trat er der KPD bei.
Nach der „Machtergreifung“ der Nationalsozialisten war er bis 1939 als Maler und Grafiker tätig und verrichtete illegale Arbeit. 1939 wurde er zur Wehrmacht eingezogen und 1942 bei Stalingrad schwer verwundet. Nach einem längeren Lazarettaufenthalt diente er in einem Sanitätsbataillon.
Nach Kriegsende war er 1945/46 zunächst Mitarbeiter der KPD-Kreisleitung Berlin-Reinickendorf. 1946 wurde er Mitglied der SED. Als 1946 in Ostberlin der „Zentrale Kulturausschuss“ gebildet wurde, gehörte Laux mit weiteren Teilnehmern aus allen vier Sektoren Berlins, darunter eine Anzahl renommierter bildender Künstler, zu dessen Mitgliedern. Von 1946 bis 1948 leitete er die Käthe-Kollwitz-Kunstschule in Berlin-Reinickendorf. Diese wurde jedoch auf Grund ihrer politisch stark linken Orientierung von den sich bildenden Regionalbehörden abgelehnt und deren Ausbildungskonzept offen infrage gestellt. Deshalb wechselte Laux 1948/49 in das Land Mecklenburg und wirkte hier als Oberregierungsrat im Ministerium für Kultur der Landesregierung Mecklenburg.
1949 war er Mitbegründer einer künstlerischen Bildungseinrichtung in Putbus auf der Insel Rügen, deren Schwerpunkt gestaltende Künste waren. Die Gründung erfolgte gemeinsam mit dem Maler und Grafiker Tom Beyer. Ab Februar 1950 baute er in Wismar die Fachschule für angewandte Kunst (FAK) auf, die im Oktober des gleichen Jahres ihren Lehrbetrieb aufnahm. Bis 1952 hatte er hier das Amt des Direktors inne. Sein Stellvertreter war der Bildhauer Reinhard Schmidt. Zu seinen Schülern gehörten u. a. Rudolf Austen und Heinz Wodzicka. Ab 1950 war Laux auch Mitglied der Staatlichen Kunstkommission. 1949/50 war er zudem Vorsitzender des Verbandes Bildender Künstler Deutschlands (VBKD) Mecklenburg und zeitweise auch Mitglied des Zentralvorstandes des VBKD. Anfang 1952 erhielt er einen Ruf als Direktor bzw. Rektor der Kunsthochschule Berlin-Weißensee, die er bis 1956 leitete und an der er 1953 zum Professor berufen wurde. Anschließend leitete er von 1956 bis 1959 die Hauptabteilung Bildende Kunst im Ministerium für Kultur der DDR. 1959/60 war er als Spezialist des Ministeriums für Kultur der DDR in Vietnam tätig. Zwischen 1960 und 1965 war er Professor mit Lehrstuhl und Institutsdirektor an der Hochschule für Industrielle Formgestaltung Burg Giebichenstein. Zu seinen Schülern gehörten u. a. Rudolf Austen und Eberhard Kull. Von 1965 bis 1968 leitete Laux das Zentralinstitut für Gestaltung und war er Sekretär des Rats für Gestaltung im Deutschen Amt für Material- und Warenprüfung.
Ab 1968 war Laux wissenschaftlicher Mitarbeiter beim Bezirksvorstand der Gesellschaft für Sport und Technik (GST) Berlin und zeitweise Mitglied des Zentralvorstandes der GST sowie Mitglied der Kommission Seesport.
Drei Ölgemälde Laux‘ befinden sich im Museum unterm Trifels in Annweiler am Trifels.

## Auszeichnungen
- Vaterländischer Verdienstorden in Bronze (1967)

## Werke (Auswahl)
- Feierabend (Öl; auf der 2. Deutschen Kunstausstellung)[3]

- Dem Patrioten Philipp Müller (Mischtechnik, 50 × 200 cm; auf der Dritten Deutschen Kunstausstellung)[4]

## Ausstellungen
- 1949, 1953, 1962/1963: Dresden, 2., Dritte und Fünfte Deutsche Kunstausstellungen
- 1951/52: Berlin, Museumsbau am Kupfergraben („Künstler schaffen für den Frieden“)